# Paradoja de la moneda que gira

La paradoja de la moneda que gira. Aunque la moneda en movimiento ha hecho una rotación completa (se pone de cabeza y regresa a su configuración inicial), solo se ha movido la mitad de la circunferencia de la moneda estacionaria.

El camino que sigue un solo punto en el borde de la moneda que gira es un cardioide.

La paradoja de la moneda que gira es la observación no-intuitiva de que, cuando una moneda gira alrededor de la orilla de otra moneda de igual tamaño, la moneda que gira completa una rotación entera después de moverse por la mitad de la moneda estacionaria.

## Descripción
El problema comienza con dos monedas idénticas. Una de ellas se hace girar alrededor de la otra, sin "resbalarse", de forma que termina del lado opuesto de donde comenzó. La moneda que gira ha hecho una rotación completa, pero solo se ha desplazado por una distancia igual a la mitad de su circunferencia.
Esto se puede visualizar colocando sobre una mesa dos monedas que se tocan en un punto. Se acomodan de tal forma que ambas tengan el mismo lado o cara hacia arriba y en paralelo. Ahora, manteniendo una moneda sin moverse, se hace girar la otra de tal forma que siempre haya un punto de contacto. Se continúa girando hasta alcanzar el lado opuesto. Ahora las monedas estarán de nuevo paralelas entre sí, desafiando la noción intuitiva.

## Solución
La moneda que gira de hecho participa en dos movimientos separados, parecido a cómo se mueve la luna con respecto a la tierra (excepto que la luna completa una rotación sobre su propio eje cada vez que completa una revolución alrededor del centro de la tierra):
- gira alrededor de su propio centro, y
- gira alrededor del centro de la otra moneda.

El punto de contacto tanto en la moneda estacionaria como en la moneda que gira se debe mover la misma distancia, que es la mitad de la circunferencia de la moneda. Por ejemplo, el punto de contacto se mueve del lado derecho de la moneda a su lado izquierdo. De forma correspondiente, el punto de contacto en la moneda que gira debe moverse de su lado izquierdo al lado derecho. Esto quiere decir que la moneda que gira ha hecho una rotación completa alrededor de su propio centro mientras que su centro ha hecho media rotación alrededor de la moneda estacionaria.
Otra forma intuitiva de entender este problema sería imaginar qué pasa cuando un bloque o cuadrado se mueve alrededor de un círculo sin que él mismo gire. Se puede ver que el bloque hace una rotación debido a su vuelta alrededor del círculo. De esta forma, se ve que moverse alrededor del círculo añade una rotación extra, sin importar el tamaño de los círculos o monedas.

## Radios desiguales y otras formas

Ejemplo donde R = 3r. En la figura 1, con R enderezada, el número de rotaciones (número de veces que la flecha apunta hacia arriba) es R/r = 3. En la figura 2, como R se ha restaurado en un círculo, la moneda hace una rotación extra, dando R/r + 1 = 4. [ (Animación)]

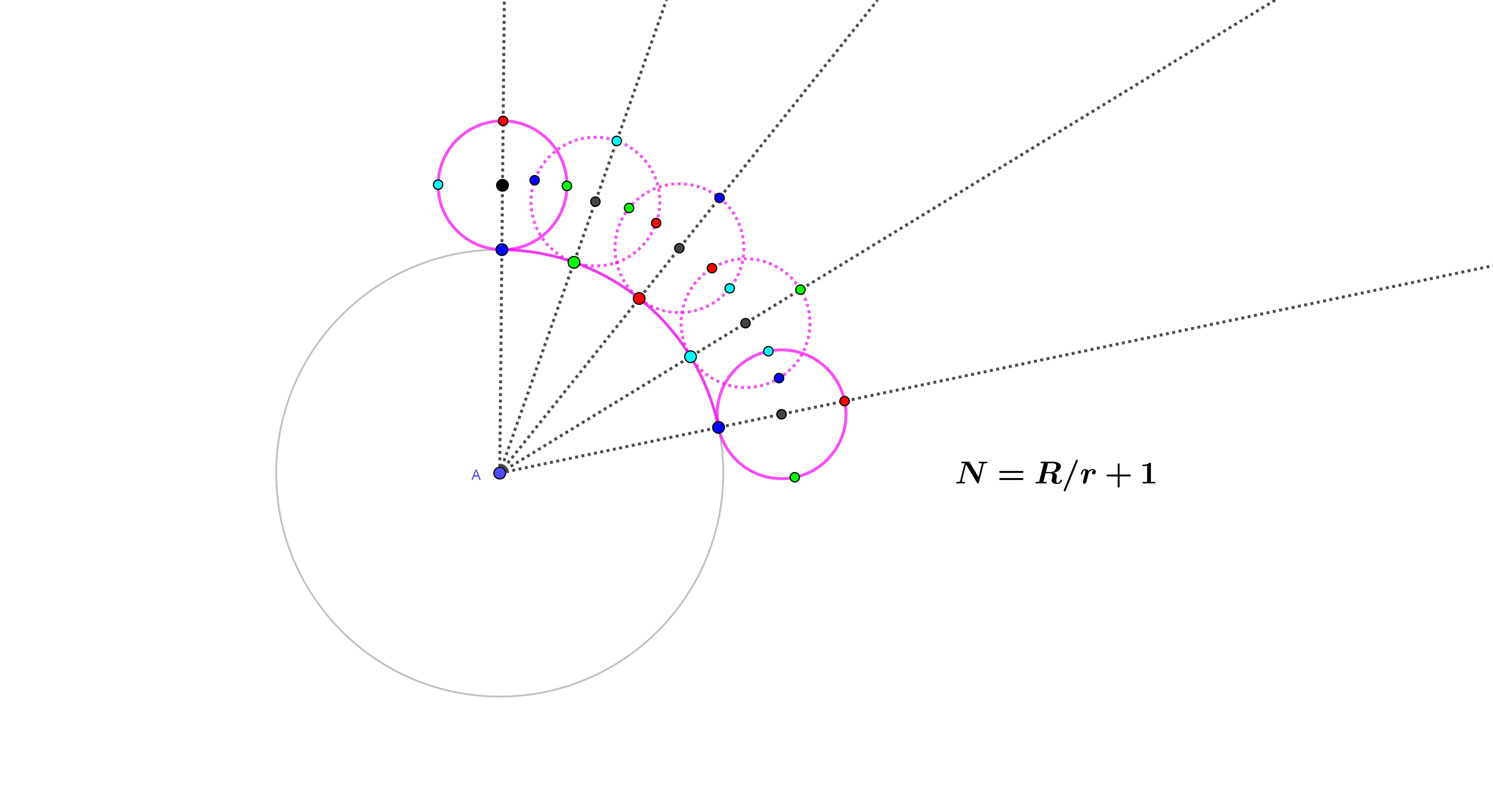
Rotación de una moneda pequeña alrededor de otra mayor

Una moneda de radio r rodando alrededor de otra de radio R hace Rr + 1 rotaciones. Esto se debe a que el centro de la moneda rodante recorre una trayectoria circular con un radio (o circunferencia) de R + rr = Rr + 1 veces su propio radio (o circunferencia). En el caso límite cuando R = 0, la moneda con radio r hace 0r} + 1 = 1 rotación simple alrededor de su punto inferior.
El SAT del 1 de mayo de 1982 tenía una pregunta relativa a este problema y, debido a un error humano, tuvo que ser corregida después de que tres estudiantes demostraran que no había ninguna respuesta correcta entre las opciones.
La forma alrededor de la cual se hace rodar la moneda no necesita ser un círculo: se añade una rotación extra a la relación de sus perímetros cuando se trata de cualquier polígono simple o curva cerrada que no se interseque consigo misma. Si la forma es complejo, el número de rotaciones añadidas (o restadas, si la moneda rueda dentro de la curva) es el valor absoluto de su número de vueltas.